# 里達拉鄉

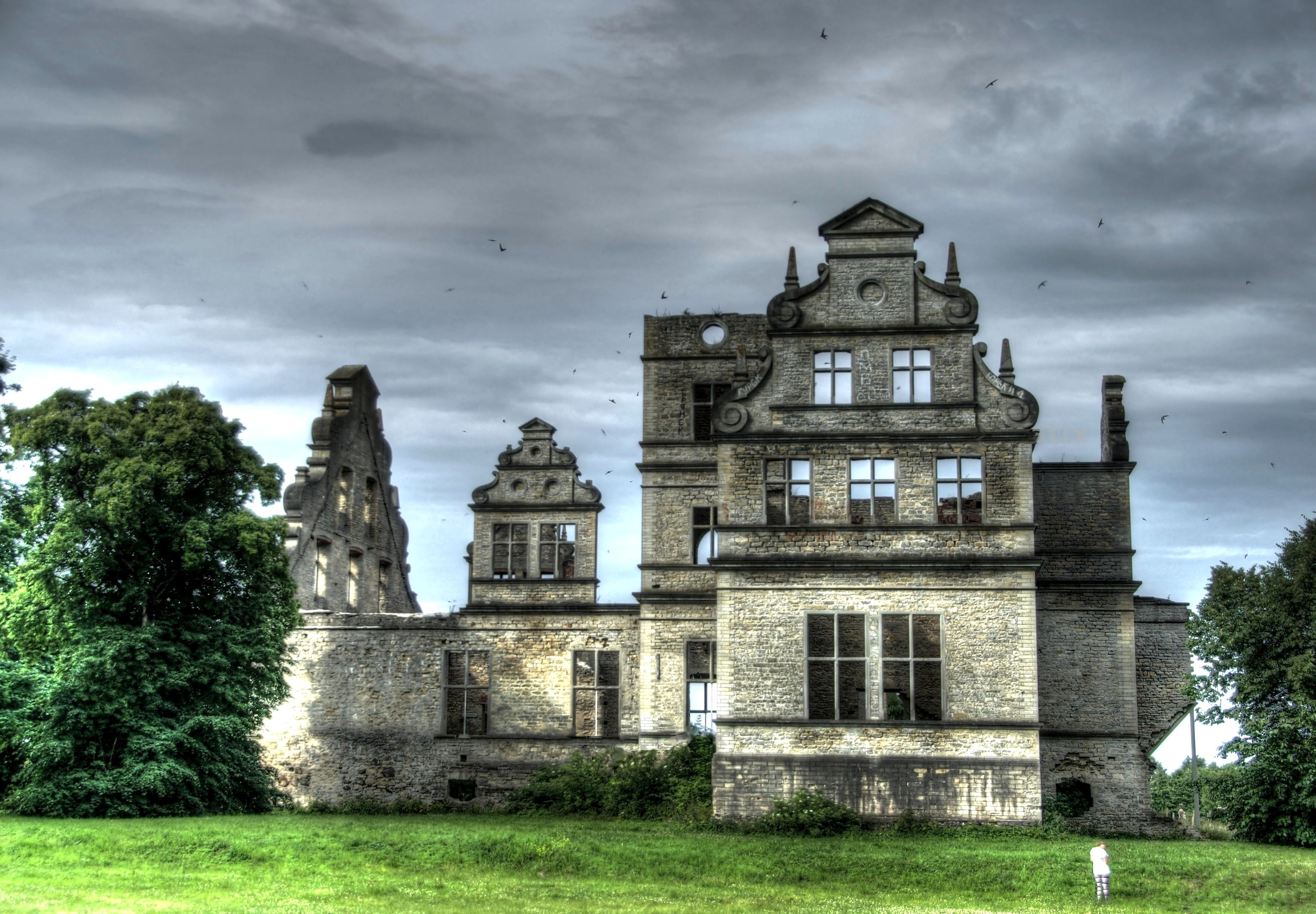
温格鲁庄园废墟

里達拉鄉，曾是愛沙尼亞萊內縣的一個鄉村型市镇，位於該國西部，行政中心設於烏埃默伊薩，面積253平方公里，2016年人口3,245，人口密度每平方公里13人。
2017年爱沙尼亚行政改革后，里达拉市镇与原哈普萨卢市合并为新的哈普萨卢城市型市镇。
58°56′35″N 23°38′42″E / 58.94306°N 23.64500°E